# Азиатское общество Мумбаи
Азиа́тское о́бщество Мумба́и (англ. The Asiatic Society of Mumbai) — востоковедческая организация, размещённая в Мумбаи, Индия.

## История
Это общество ведёт своё происхождение от Литературного общества Бомбея, первого собрание которого произошло в Бомбее 26 ноября 1804 года в официальной резиденции губернатора Джонатана Дункана и было основано сэром Джеймсом Макинтошем. Возможно сама идея основания этого общества принадлежит самому губернатору Дункану и историку Уильяму Эрскину. Дело в том, что эти двое людей уже были в числе основателей подобного общества — Азиатского общества в Калькутте.
В 1829 году по предложению Королевского азиатского общества в Лондоне Литературное общество Бомбея объединилось с ним на условиях сохранения административной и финансовой независимости и стало известно как Бомбейское отделение (англ. the Bombay Branch) этой лондонской организации. Членами общества сначала могли становиться лишь европейцы, но уже с 1840 года доступ был открыт и индийцам. В общество постепенно вступали как выдающиеся учёные (пандит Бхагванлал Индраджи и Б. Д. Лал), так и просто известные люди города. Уже в 1885 году избирается первый индийский президент общества К. Т. Теланг. Своими заслугами в науке становятся знамениты члены общества сэр Р. Бхандаркар, Дж. Моди и Джон Фэйтфул Флит.
В 1873 году с Бомбейским отделением объединилось Бомбейское географическое общество, а в 1896 году — Антропологическое общество Бомбея.
В 1947 году после обретения Индией независимости было принято название Азиатское общество Бомбея. С 1954 года, по предложению правительства Индии, общество считается одной из четырёх главных библиотек, цель которых — сохранение, получение и каталогизация книг, вышедших в любом месте Индии и на всех индийских языках. В 2005 году общество получило современное своё название — Азиатское общество Мумбаи. Оно финансируется на основе ежегодного гранда от Индийского правительства.
Одним из крупнейших научных достижений общества стал выпуск многотомного исследования П. В. Кане «История Дхармашастры» (англ. History of Dharmashastra), выходившего в 1930—1962 годах. За этот труд учёный получил высшую награду Индии под названием «Бхарата-ратна».

## Собрания общества
Библиотека общества содержит свыше 100 тысяч книг, из которых около 15 тысяч признаны редкими и ценными изданиями. Здесь также размещены многие бесценные артефакты и свыше 3 тысяч древних рукописей на персидском языке, санскрите и пракритах. Рукописи выполнены как на бумаге, так и на пальмовых листьях. Нумизматическая коллекция общества из более 50 тысяч монет включает в себя, например, золотую монету Кумарагупты I, редкий золотой мухр Акбара и монеты, выпущенные Шиваджи. Число карт здесь составляет свыше 1300 экземпляров.
В числе наиболее ценных экземпляров книжного собрания значатся:
- Одна из двух только известных оригинальных копий «Божественной комедии» Данте. Датируется рукопись 1350 годом.
- Рукопись «Васупуджьячариты» (1242), санскритского текста о жизни джайнского тиртханкары Васупуджьи.
- Рукопись «Шахнаме» Фирдоуси на персидском и с иллюстрациями.
- Рукопись 3-й книги «Махабхараты» «Араньякапарвы», датируемая 16-м веком.

## Журнал
Литературное общество Бомбея издавало свои труды под названием Transactions of the Literary Society of Bombay. Позже, в 1841 году, был начат выпуск журнала Бомбейского отделения Королевского азиатского общества (англ. Journal of the Bombay Branch of the Royal Asiatic Society). В 1955—2001 гг. названием журнала было Journal of the Asiatic Society of Bombay, а с 2005 года журнал стал выходить под названием Journal of the Asiatic Society of Mumbai.